# 受胎告知 (ジェンティレスキ)
『受胎告知』（じゅたいこくち、伊: L'Annunciazione、英: The Annunciation）は、イタリア・バロック期の画家オラツィオ・ジェンティレスキが1623年にキャンバス上に油彩で制作した絵画である。『新約聖書』中の「ルカによる福音書」 (1章26-38) で述べられる「受胎告知」を主題としている。現在、トリノのサバウダ美術館に所蔵されている。作品はジェンティレスキがジェノヴァに滞在していた折に描かれたもので、画家の傑作と見なされている。

## 作品
「ルカによる福音書」によれば、ナザレのマリアの前に大天使ガブリエルが現れて、「おめでとう。恵まれた方。あなたは神の恵みにより、男の子を産みます。その子をイエスと名付けなさい」と告げる。マリアは大工のヨセフと結婚していたが、性的関係を持っていなかった。そのため、このお告げに戸惑ったが、聖霊の力で子が宿ったことを知ると、「お言葉どおり、この身になりますように」と答え、その事実を受け入れた。この主題が絵画に表される時は通常、純潔を示すユリの花、聖霊の化身であるハト、聖母マリアの書見台などが描かれる。

カラヴァッジョ『聖母の死』 (1601-1606年)、ルーヴル美術館、パリ)

作品の大きな赤いカーテンは、ジェンティレスキがローマで見たカラヴァッジョの『聖母の死』 (ルーヴル美術館、パリ) から借用している。しかし、ジェンティレスキはカラヴァッジョの絵画の夜の情景とは異なり、自身のほかの作品に通常見られる暖かな昼の光を描いている。ジェンティレスキはジェノヴァで本作を制作したが、ジェノヴァでは、昼の情景を描いたフランドルの巨匠ルーベンスとヴァン・ダイクが作品を制作していたか、ないしは彼らの作品を見ることができたのである。
ジェンティレスキは、1623年にこの作品をカルロ・エマヌエーレ1世に送っているが、その際、手紙で彼がサヴォイア家のために行ったほかの仕事について言及しており、このほかの仕事とは、元来トリノのモンテ・デイ・カップチーニ教会のために意図された絵画『聖母被昇天 (ジェンティレスキ)』 (トリノ市立古典美術館) のことであったと思われる。手紙はまた、長い間サヴォィア家のコレクションにあった『ロトとその娘たち』 (カナダ国立美術館、オタワ) についても明確に言及している。
この手紙と絵画の主題 (サヴォイアは、「受胎告知」を意味する聖アヌンツィアータ騎士団があった) は、ジェンティレスキが宮廷画家として安定した仕事を探していたことを示している。カルロ・エマヌエーレ1世は『聖母被昇天』の絵画を受け取ったが、ジェンティレスキを宮廷画家には指名しなかった。その結果、画家はパリへ、次いでロンドンへ移った。